# 투룰

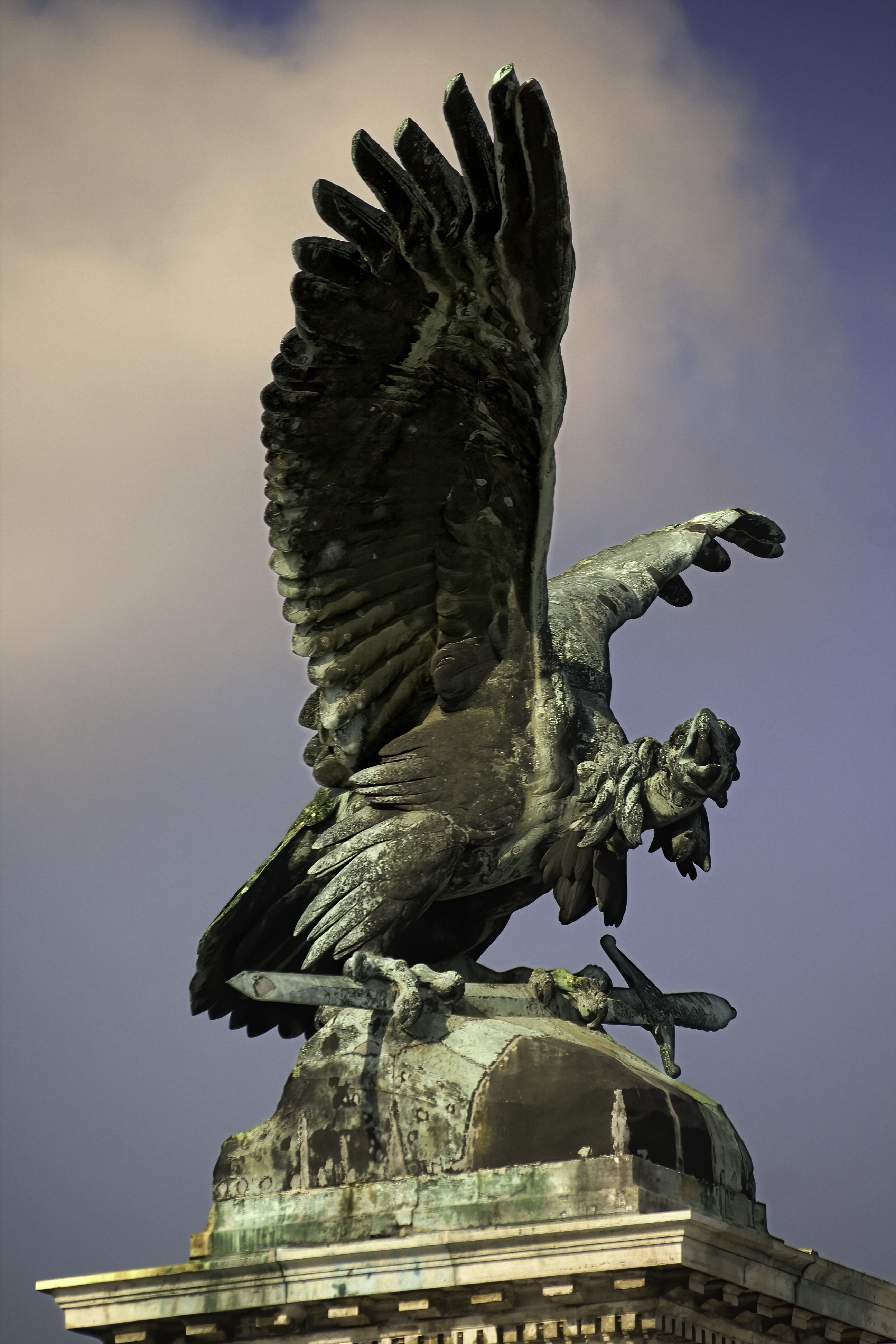
부다페스트 왕궁의 투룰 청동상.

투룰(헝가리어: Turul)은 헝가리의 국조인 상상의 새다. 커다란 맹금으로, 대개 거대화한 송골매의 형상으로 묘사된다.
투룰은 현재 헝가리 방위군, 헝가리 대테러센터, 헌법수호청 문장의 도안으로 사용되고 있다.

## 같이 보기
- 아르파드 왕조
- 아틸라
- 시무르그